# 华里丝·辛普森
华丽丝·辛普森（英語：Wallis Simpson；1896年6月19日—1986年4月24日），又稱辛普森夫人，是美國社交名流，她最著名的身分是英國國王爱德华八世的女友，在國王主動退位为温莎公爵后成為其夫人。

## 生平
1896年生于美国，三度結婚，前夫為小厄爾·溫菲爾德·斯潘塞與及恩斯特·辛普森，後與英国国王爱德华八世交往。爱德华八世欲娶辛普森夫人为妻的行为違反英國王位與英國國教繼承規定，前者遂宣布退位，將王位禪讓予其弟喬治六世。後改稱溫莎公爵，沃利斯也获得「温莎公爵夫人」的頭銜，但無法跟隨丈夫享有「殿下」稱呼。
爱德华不愛江山愛美人成為一時佳話，沃利斯亦在1936年成为获得《时代》杂志“年度人物”称号的第一位女性。最後她在1986年逝於巴黎。

## 爭議
公爵夫人一直被指同情納粹主義，在丈夫退位後，夫婦曾高調訪問納粹德國，與元首阿道夫·希特勒會面，夫人甚至被懷疑是納粹德國間諜。及後在二戰爆發後，英國政府為免夫婦二人私通納粹，於是將公爵調往大西洋的另一面—巴哈馬出任總督一職，夫人亦遷居當地，直至戰後夫婦遷居巴黎。夫人因不滿政府的安排而稱巴哈馬的首府拿騷為「我們的聖赫勒拿島」（該島曾用作流放拿破崙一世，因而以此自嘲像拿破崙般被流放）。在此其間，夫人亦曾在信中以「黑鬼」（nigger）稱呼巴哈馬人，顯示其種族歧視的傾向。